# Вентура, Лино
Анджолино Джузеппе Паскуале (Ли́но) Венту́ра (итал. Angiolino Giuseppe Pasquale "Lino" Ventura; 14 июля 1919, Парма, Эмилия-Романья, Италия — 22 октября 1987, Сен-Клу, О-де-Сен, Франция) — актёр итальянского происхождения, получивший известность за роли во французских фильмах. Наиболее популярные фильмы — «Искатели приключений», «Зануда» и «Отверженные».

## Биография
Лино Вентура родился на севере Италии в Парме, в семье Джованни Вентуры (Giovanni Ventura) и Луизы Боррини (Luisa Borrini). В возрасте восьми лет бросил школу и сменил множество профессий.
В 1942 году Вентура женился на подруге детства Одетте Леконт, у супругов было четверо детей: Милен (1946), Лоуренс (1950), Линда (1958) и Клелия (1961).
В то же время профессионально занимался боксом и борьбой. В 1950 году, получив серьёзную травму правой ноги во время борьбы с Анри Коганом (который также был актёром), Вентура вынужден был прервать карьеру спортсмена.
В 1953 году вошёл в мир кино, снявшись в гангстерском фильме «Не тронь добычу» Жака Беккера. C этого момента началась актёрская карьера Лино Вентуры. Он снимался преимущественно в гангстерских фильмах, нередко вместе со своим другом Жаном Габеном. Критик В. Дёмин, приводя его наиболее характерные роли этого периода, писал: «Воплощение жестокости („Не тронь добычу“, 1953) или коварства („Облава на блатных“, 1954), олицетворение злодейской воли („Закон улиц“, 1956, „Немедленное действие“, 1956, „Осталось жить три дня“, 1957), он даже в „Лифте на эшафот“ (1957) или в „Монпарнас, 19“, где ему выпало изображать совсем не гангстеров, всё равно остается злодеем, как бы полномочным представителем жутких, бесчеловечных сил, остающихся до поры за кадром…».
Также среди наиболее знаменитых ролей Вентуры, например, роль коррумпированного полицейского Тайгера Брауна в фильме «Трёхгрошовая опера» (1963) и мафиозо Вито Дженовезе в фильме «Бумаги Валачи» (1972).
Несмотря на то что Вентура бо́льшую часть жизни провёл во Франции и по-итальянски говорил с французским акцентом, он не хотел принимать французского гражданства. Несмотря на это, занял 23-ю позицию в списке 100 великих французов, составленном спустя 17 лет после его смерти.
В 1966 году Лино Вентура основал благотворительный фонд помощи инвалидам «Perce-Neige» (с фр. — «Подснежник»).
Скончался 22 октября 1987 года в Сен-Клу в возрасте 68 лет от сердечного приступа. Похоронен в коммуне Лё-Валь-Сен-Жермен (департамент Эсон).

## Память
В Париже в честь Лино Вентуры назвали площадь на пересечении улицы Мартир и авеню Трюдэн.

## Избранная фильмография

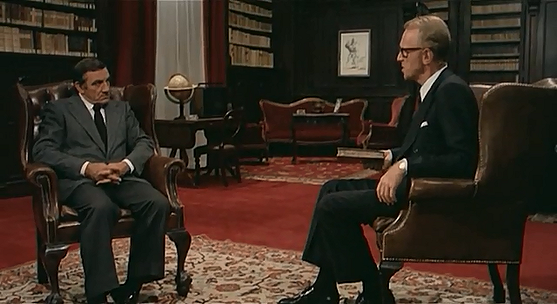
Лино Вентура (слева) и Макс фон Сюдов в фильме Франческо Рози «Сиятельные трупы» (1976)

- 1954 — Не тронь добычу / Touchez pas au grisbi — Анджело
- 1954 — Облава на торговцев наркотиками / Razzia sur la chnouf — «Каталонец»
- 1956 — Закон улиц / La Loi des rues — Марио
- 1956 — Преступление и наказание / Crime et Châtiment — хозяин трактира
- 1957 — Лифт на эшафот / Ascenseur pour l'échafaud — комиссар Шерье
- 1957 — Монпарнас, 19 / Montparnasse 19 — Морель
- 1958 — Привет вам от Гориллы / Le Gorille vous salue — Горилла
- 1958 — Мегрэ расставляет сети / Maigret tend un piège — инспектор Торренс
- 1959 — Улица Монмартр, 125 / 125, rue Montmartre — Паскаль
- 1959 — Свидетель в городе / Un témoin dans la ville — Анселин
- 1959 — Дорога школяров / Le Chemin des écoliers — Тьерселен
- 1959 — Мари-Октябрь / Marie-Octobre — Карло Бернарди, владелец ночного клуба
- 1959 — Тигр атакует / Le Fauve Est Lache — Пол Дэмиани
- 1960 — Взвесь весь риск / Classe tous risques — Абель Давос, бандит
- 1960 — Такси в Тобрук / Un taxi pour Tobrouk — Тео Дюма
- 1961 — Страшный суд / Il giudizio universale — отец Джованны
- 1961 — Львы на свободе / Les Lions sont Laches — доктор Андре Шелленберг
- 1962 — Дьявол и десять заповедей / Le Diable et les Dix Commandements — Гариньи, сутенёр (эпизод «Не убий»)
- 1962 — Лодка Эмиля / Le Bateau d'Émile — Эмиль
- 1963 — Дядюшки-гангстеры / Les Tontons flingueurs — Фернан
- 1964 — Барбузы – секретные агенты / Les Barbouzes — Франсис
- 1964 — Сто тысяч долларов на солнце / Cent mille dollars au soleil — Эрве Марек
- 1965 — Лужёные глотки / Les Grandes Gueules — Лоран
- 1966 — Второе дыхание / Le Deuxième Souffle — Гюстав Менда, «Старый Гю», бандит
- 1966 — Не будем ссориться / Ne Nous Fachons Pas — Антуан Беретто
- 1967 — Искатели приключений / Les Aventuriers — Ролан
- 1968 — Хищник / Le Rapace — Хищник, наёмный убийца без имени
- 1969 — Сицилийский клан / Le Clan des Siciliens — дивизионный комиссар Ален Ле Гофф
- 1969 — Армия теней / L’Armée des ombres — Филипп Жербье
- 1970 — Последнее известное место жительства / Dernier domicile connu — инспектор Марсо Леонетти
- 1971 — Возвращение надоедливой букашки / Fantasia chez les ploucs — Сагамор Нунан
- 1971 — Ромовый бульвар — капитан Корнелиус Вон Зелинга
- 1972 — Бумаги Валачи / Le Dossier Valachi — Вито Дженовезе
- 1972 — Приключение — это приключение / L’aventure c’est l’aventure — Лино Массаро
- 1973 — С новым годом! / La Bonne Année — Симон — приз лучшему актёру Сан-Себастьянского кинофестиваля
- 1973 — Зануда / L’Emmerdeur — Милан
- 1973 — Дикий Запад / Le Far West — арестант
- 1973 — Молчаливый / Le Silencieux — Клеман Тибэр
- 1974 — Пощёчина / La Gifle — Жан
- 1975 — Прощай, полицейский / Adieu poulet — комиссар Вержа
- 1975 — Клетка / Le Cage — Жюльен
- 1976 — Сиятельные трупы / Cadaveri eccellenti — детектив Рогас
- 1978 — Прикосновение медузы / The Medusa Touch — инспектор Брюнель
- 1978 — Разгневанный / L’Homme en colère — Ромен Дюпре
- 1978 — Бабочка на плече[фр.] / Un papillon sur l'épaule — Ролан Ферио
- 1980 — Воскресные любовники / Sunday Lovers — Франсуа Кероль
- 1981 — Под предварительным следствием / Garde à vue — инспектор Антуан Гальян
- 1981 — Шпион, встань / Espion, lève-toi — Себастьен Гренье
- 1982 — Отверженные / Les Misérables — Жан Вальжан
- 1983 — Хулиган / Le Ruffian — Альдо
- 1983 — Сто дней в Палермо / Cento giorni a Palermo— генерал Карло Далла Кьеза
- 1984 — Седьмая мишень / La 7ème cible — Бастьен Гримальди
- 1986 — Меч Гидеона / Sword of Gideon — Папа